# هونج تشن
هونج تشن (بالصينية: 洪辰) هي مغنية صينية، ولدت في 9 أكتوبر 1991 في تشانغتشو في الصين.